# Фредегільд
Фредегільд (Фрідегільд, Фрігерід) (д/н — 378/380) — король маркоманів.

## Життєпис
Про батьків нічого невідомо. На 350 рік вже був очільником придунайських маркоманів. Зберігав союзні стосунки з Римською імперією. Ймовірно, це було наслідком поразок 322 року від імператора Костянтина I. Підтримав військові дії Констанція II проти квадів на чолі з Відуарієм. Відомо про численні бої між маркоманами і квадами на території сучасної Моравії. Дотримувався проримської позиції, маючи статус федерата. Натомість маркомани володіли прикордонними землями Паннонії Першої.
У 371—375 роках брав участь у військових діях імператора Валентиніана I проти квадів, якім зрештою було завдано поразки. З 377 року починається протистояння з гунами, що підкорили на той час остготів, змусивши вестготів перебратися за Дунай. Діяв спільно з вандалами та частиною готів, проте зазнав поразки. Частина маркоманів спільно з вандалами відступила на захід. Можливо, в цих боях Фредегільд загинув.